# 王宪民
王宪民（1958年7月—），中华人民共和国外交官。

## 生平
1975年进入中华人民共和国外交部，先后在外交部办公厅、常驻联合国代表团、外交部驻香港签证办事处、外交部驻香港特派员公署工作，后任至外交部办公厅参赞。2008年，任驻卡尔加里总领事馆副总领事。2013年12月，出任中华人民共和国驻光州总领事。2016年5月，出任中华人民共和国驻安提瓜和巴布达特命全权大使。2019年4月，自驻安提瓜和巴布达大使离任。

## 荣誉

### 外国勋章奖章
- 功绩大十字勋章（安提瓜和巴布达，2019年4月17日颁发[4]）

## 家庭
已婚，有一子。